# Лунка (Лупша)
Лунка (рум. Lunca) насеље је у Румунији у округу Алба у општини Лупша. Oпштина се налази на надморској висини од 513 m.

## Становништво
Према подацима из 2011. године у насељу је живело 131 становника.